# Exili

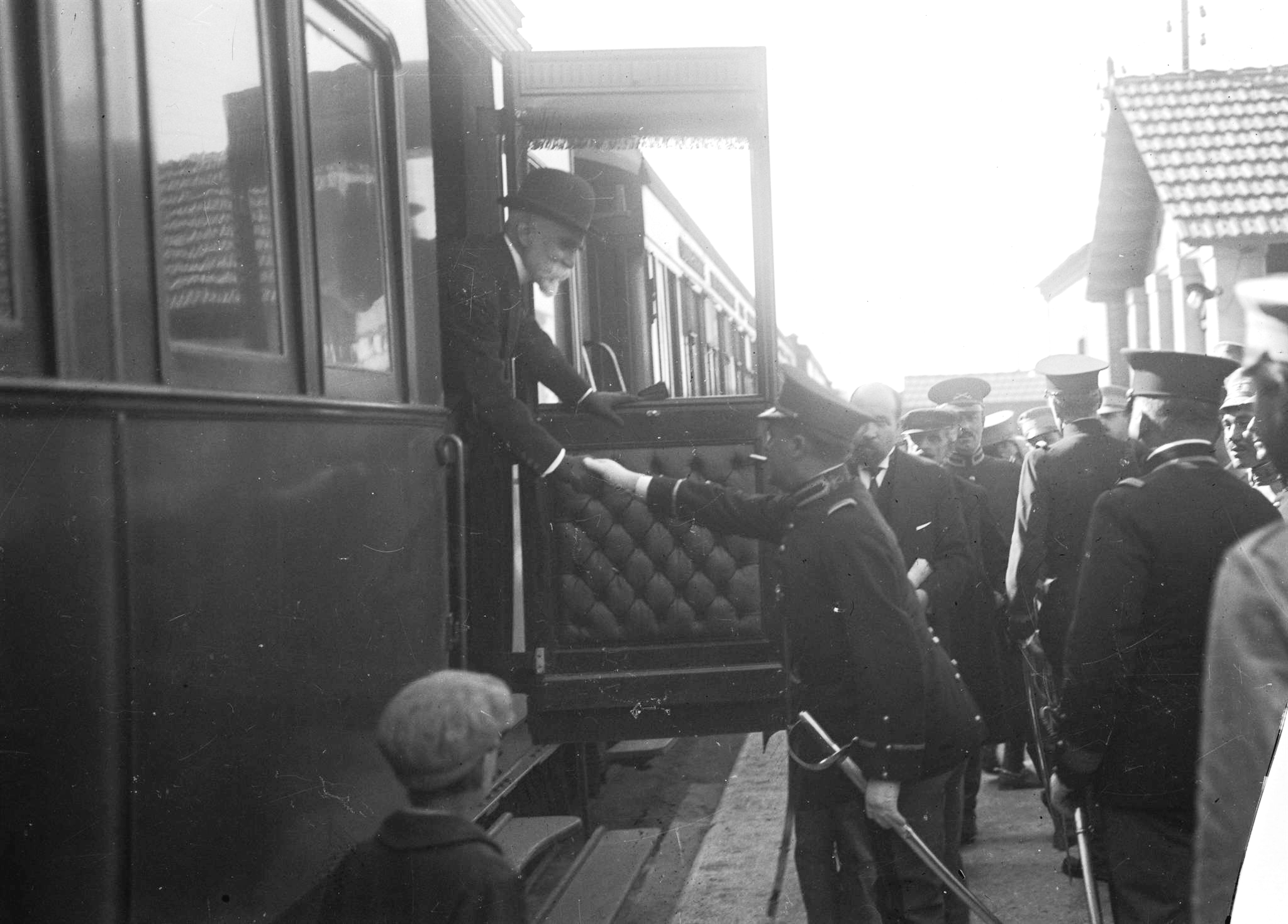
Bernardino Machado marxant a l'exili l'any 1917.

L'exili és el fet d'abandonar, voluntàriament o per la força, el territori que hom identifica com a pàtria. Generalment obeeix a motivacions polítiques, i es pot entendre com una forma de càstig o de vida en solitud. L'article 9 de la Declaració Universal dels Drets Humans estableix que ningú pot ésser arrestat, detingut ni exiliat arbitràriament.
Un cas específic d'exili és l'exili interior, quan hom es veu obligat a traslladar-se dins dels límits de la seva pàtria o decideix romandre-hi per bé que l'entorn li serà hostil. Per bé que normalment es fa referència a l'exili com una situació personal, el terme també s'empra quan un grup humà (sovint grups ètnics o nacionals) abandona el territori que identifica com a propi, situació a la que hom també pot referir-s'hi amb els termes "diàspora" i "refugiats", depenent del cas. Un altre cas específic d'exili és el que pot donar-se quan un govern abandona el país on gaudeix del poder executiu per tal de constituir-se com a govern a l'exili i reclamar la seva legitimitat des de l'exterior.
En l'antiga Grècia s'anomenava ostracisme i era una pràctica política habitual, en canvi a Roma va evolucionar des de l'era republicana, on es considerava els exiliats com a simples fugitius, degut al fet que en la Roma imperial s'aplicava la deportació (a illes) i la relegació (confinament). Amb motiu de guerres i intoleràncies (sobretot de tipus religiós) s'han anat repetint els exilis al llarg de la història.
Entre altres són molt coneguts i estudiats la diàspora dels jueus d'Europa, dels moriscs d'Espanya, dels hugonots de França, dels puritans anglesos, dels nobles durant la Revolució Francesa i l'exili republicà durant la Guerra Civil espanyola.